# 国際関係学部
国際関係学部（こくさいかんけいがくぶ）は、国際関係論を研究・教授の対象とする大学の学部。
国内では、日本大学が1978年に同学部を静岡県三島市に日本大学国際関係学部を誕生させたのが初である。

## 概要
国際社会の歴史や、現在の様々な課題に対し、社会科学的・人文科学的アプローチを行う。また国際的な情報に関するリテラシーを高い水準で持ち、国際社会における行動力のある人材の養成を目的とする。社会科学的側面からは、政治・経済・法律などの社会システムを学ぶ。人文科学的側面からは､思想・歴史・文学など異文化理解について学ぶ。愛知県立大学の国際関係学科では「国際関係コース (社会科学系)」と「国際文化コース (人文科学系)」が設置されている｡大学によっては、国際的な情報リテラシーとして語学教育や情報教育にも力を入れている。

## 教育・研究
国際関係論の大きな柱として、「政治（平和・安全保障）」「経済（開発援助・国際協力）」「文化（比較文化・国際交流）」の3領域が挙げられる。その学際性により、大学により力を入れている分野が異なる。国際社会学部、国際文化学部、国際政治経済学部、国際経営学部、国際コミュニケーション学部、国際日本学部などは上記のどの特定分野に力を入れているかの違いであり、ほぼ本項目と同義である。また、国際学部、総合グローバル学部なども名称の違いのみで、本項目と同義である。

### カリキュラムの例
- 立命館大学国際関係学部・国際関係学専攻の場合[5]

1年次は国際関係論基礎、法学、経済学、政治学、文化人類学などの基礎ならびに語学科目を学び、2年次より　①国際秩序・平和　②国際協力・開発　③国際文化理解　④国際公務 のいずれかのコースに所属し、国際政治学、国際経済学、国際法、宗教学、国際ジャーナリズムなどの専門科目を履修していく。2年次にも英語科目を1～2コマ履修する。
- 上智大学総合グローバル学部の場合[6]

国際関係系 (①国際政治領域　②市民社会・国際協力領域)、 地域研究系 (③アジア研究領域　④中東・アフリカ研究領域」) と4領域が設けられ、国際関係系と地域研究系を メジャー & マイナー（もしくはサブメジャー） の組合わせで学ぶ。どの分野をメジャーとして専攻したかで授与される学位が異なる｡同一学部で異なった学位が授与される珍しいケース｡
1年次に基礎科目を学んだ後、2年進級次に専攻領域を決定。専門領域において、外国語学部と「学部間連携」を行っており、地域研究をマイナーとする場合、上記2領域に加え、外国語学部開講の①北米研究 ②ヨーロッパ研究 ③ラテンアメリカ研究 ④ロシア・ユーラシア研究のいずれかを対象とすることができる。
語学は、必修は1年次に英語4単位のみだが、第2外国語含めて8単位分まで選択科目として履修可能。

## 国際関係学部・国際関係学科のある大学

### 国立大学
※「国際関係学部」に類する学部を設置している大学
- 東京外国語大学（国際社会学部）

### 公立大学
※「国際関係学部」を設置している大学
- 静岡県立大学
- 島根県立大学

※「国際関係学科」を設置している大学
- 愛知県立大学（外国語学部）
- 北九州市立大学（外国語学部）
- 神戸市外国語大学（外国語学部）

### 私立大学
※「国際関係学部」を設置している大学
- 亜細亜大学
- 京都産業大学
- 大東文化大学
- 中部大学
- 東京国際大学
- 日本大学
- 立命館大学

※「国際関係学部」に類する学部を設置している大学
- 上智大学（総合グローバル学部）

※「国際関係学科」を設置している大学
- 津田塾大学（学芸学部）

### 省庁大学校
※「国際関係学科」を設置している大学校
- 防衛大学校（人文社会科学群）